# Garcinia busuangaensis
Garcinia busuangaensis är en tvåhjärtbladig växtart som beskrevs av Merrill. Garcinia busuangaensis ingår i släktet Garcinia och familjen Clusiaceae. Inga underarter finns listade i Catalogue of Life.